# Dropper (malware)
Um Dropper é um Cavalo de Tróia que foi projetado para instalar malware (como vírus e backdoors ) em um computador/celular. O malware contido no dropper pode ser empacotado para evitar a detecção por software antivírus. Alternativamente, o dropper pode fazer o download do malware para o aparelho de destino, uma vez ativado.
Os droppers podem ser categorizados em dois tipos: os persistentes e os não persistentes. Os Droppers persistentes se camuflam dentro do dispositivo e alteram as chaves de registro do sistema. Essa ocultação permite reinstalar o malware durante uma reinicialização, mesmo que tenha sido removido anteriormente. Droppers não persistentes são considerados menos perigosos, pois são removidos do sistema após executar sua carga útil. Assim, uma vez removido, o malware não pode ser reinstalado.
Os cavalos de Tróia que operam disfarçando-se de programas legítimos, pedindo a interação do usuário para serem executados. Eles descompactam e carregam código malicioso dentro da memória do computador e, em seguida, instalam software malicioso (malware).
Precauções podem ser tomadas para evitar a infecção por malware do tipo dropper. Por exemplo, não abrir links de fontes desconhecidas e apenas baixar software de distribuidores verificados conhecidos, como a Microsoft Store ou a Apple App Store . Além disso, usar um firewall pode bloquear o tráfego de fontes não verificadas. Os droppers também podem ter como alvo dispositivos móveis. Por exemplo, um usuário pode baixar um aplicativo por meio de um link de mensagem de texto, fazendo que o dispositivo seja infectado pelo malware. Um exemplo de Trojan dropper criado para dispositivos móveis é o Sharkbot dropper. Ele facilita as transações financeiras não autorizadas explorando o Serviço de Transferência Automática, permitindo que os invasores desviem fundos de aplicativos bancários móveis. Esse tipo de malware normalmente entra nos dispositivos por meio de um sideload, contornando as lojas de aplicativos oficiais.